# Epapterus
Epapterus — рід риб з підродини Auchenipterinae родини Auchenipteridae ряду сомоподібних. Має 2 види.

## Опис
Загальна довжина представників цього роду коливається від 8,5 до 13 см. Голова подовжена. Очі невеличкі. Є 3 пари вусів. Тулуб помірно кремезний. Бічна лінія переривчаста. Спинний плавник короткий, зміщений до голови. Має сильний шип. Звідси походить інша назва цих сомів. Грудні плавці мають жорсткі шипи. Жировий плавець маленький. Анальний плавець помірний. Хвостовий плавець з виїмкою.

## Спосіб життя
Воліють до теплих вод. Зустрічаються в водоймах з каламутною водою і спокійною течією. Живляться зазвичай дрібною рибою, проте в сухий сезон переходять на вживання м'яких водоростей.

## Розповсюдження
Мешкають у басейну річок Оріноко, Амазонка, Парагвай, Ла-Плата.

## Види
- Epapterus blohmi
- Epapterus dispilurus